# Gasparo Angiolini
Gasparo Angiolini, pseudonimo di Domenico Maria Angiolo Gasperini (Firenze, 9 febbraio 1731 – Milano, 6 febbraio 1803), è stato un coreografo, ballerino e compositore italiano.

## Biografia
Gasparo (o Gaspare) Angiolini, pseudonimo di Domenico Maria Angiolo Gasperini, è considerato uno dei principali riformatori del balletto assieme al danzatore e coreografo francese Jean-Georges Noverre. Nacque a Firenze e iniziò la sua carriera di ballerino a Lucca. Dopo alcune esperienze nel nord Italia, verso il 1750 si è recato in Austria e a Stoccarda ebbe modo di prendere lezioni dal ballerino e coreografo austriaco Franz Anton Christoph Hilverding, che avrebbe poi seguito a Vienna. Nel 1758 ricevette l'incarico di dirigere il balletto dei Teatri Imperiali della capitale austriaca, lavorando a stretto contatto con il compositore tedesco Christoph Willibald Gluck, col quale realizzò nel 1761 il primo balletto pantomimo della storia, ossia Don Juan ou le Festin de pierre.  
Dal 1766 al 1772 prese il posto di Hilverding alla direzione del Teatro imperiale di San Pietroburgo. Tornato in Italia, lavorò a Venezia e nel 1778 si spostò a Milano dove presentò numerosi suoi balletti al teatro La Scala da poco inaugurato. Dal 1783 al 1786 fu di nuovo a San Pietroburgo e infine di nuovo a Milano fino alla morte nel 1803.

## Opere letterarie
- Dissertation sur les ballets pantomimes des anciens, pour servir de programme au ballet pantomime tragique de Sémiramis, composé par Mr. Angiolini Maître des Ballets du Théâtre près de la Cour à Vienne, et représenté pour la première fois sur ce Théâtre le 31 Janvier 1765.  A l'occasion des fêtes pour le mariage de sa majesté, le Roi des Romains, Vienna, 1765.
- Lettere di Gasparo Angiolini a Monsieur Noverre sopra i balli pantomimi, Milan, 1773.